# Iveco 682
L'Iveco 682 è un autocarro e trattore stradale prodotto da Iveco a partire dal 2013. Si tratta di un modello posizionato un gradino sotto lo Stralis, e viene commercializzato sul mercato asiatico, in est Europa, medio oriente, Africa e alcuni paesi del Sudamerica. Il 682 deriva direttamente dal modello cinese Hongyan Genlyon, prodotto dalla Saic-Iveco Hongyan Commercial Vehicle sfruttando componentistica e motorizzazioni Iveco. 

## Il contesto
Il 682 è un camion sviluppato soprattutto per i mercati emergenti; la Iveco infatti possedeva quote di mercato ridotte soprattutto in Asia ed Africa a causa dell'elevato prezzo di listino dei modelli Stralis e Trakker i quali, seppur assemblati localmente, avevano tutta la componentistica originale prodotta in Italia. Inoltre con l’avvento degli anni 2000 numerosi produttori cinesi di autocarri si insediarono nei mercati soprattutto dell’Asia e dell’Africa andando quindi a ridurre le quote di mercato che possedeva la stessa Iveco nonché la precedente Fiat Veicoli Industriali. I vertici della Iveco iniziarono quindi a studiare un modello di basso listino partendo dal veicolo cinese Hongyan Genlyon, il quale era prodotto dalla stessa Iveco attraverso la joint venture con il costruttore cinese SAIC, ed era stato progettato interamente da Iveco utilizzando le proprie componenti nonché le motorizzazioni Cursor sviluppate da Fiat Powertrain Technologies. 
Nacque così il 682, che esteticamente presentava delle differenze rispetto allo Genlyon concentrate nella calandra a forma  di “V” che incorpora il marchio Iveco, la cabina era la medesima derivata a sua volta dai modelli europei, meccanicamente invece il veicolo viene prodotto con gli stessi criteri di qualità in vigore su tutti i modelli del marchio italiano. La presentazione ufficiale avviene il 29 aprile 2013 al Salone di Shanghai, i motori sono gli stessi Iveco Cursor 9 e 13. La produzione completa avviene presso lo stabilimento di Chongqing della joint venture 
Saic-Iveco Hongyan Commercial Vehicle. Dal 2014 viene assemblato anche a Rosslyn (Gauteng) in Sud Africa in CKD con componenti proveniente dalla Cina.
Il nome 682 è un omaggio al camion Fiat 682 prodotto dalla Fiat Veicoli Industriali dal 1952 al 1988 e soprannominato "Il Re d'Africa" per le sue doti di robustezza ed affidabilità.
Il 682 possiede un peso totale a terra di 18 tonnellate e consente convogli fino a 100 tonnellate in Africa e 120 tonnellate in Australia.
Una delle principali caratteristiche del 682 è il telaio molto rigido e robusto, con freni anteriori a pale semi-ellittiche e freni posteriori a tamburi con ABS. Viene prodotto in diverse configurazioni: trattore 4x2 (43 tonnellate), 6x2 e 6x4 (60 tonnellate), corriere 6x4 (42 tonnellate) e 8x4 (60 tonnellate e 100 tonnellate in convoglio eccezionale).